# 陈宗海
陈宗海（14世纪？—1368年），又名陈海，福清州玉涧（今福建省福清市市区西门街一带）人，元朝政治人物。

## 生平
陈宗海有膂力，善骑射。亦思巴奚兵乱，元朝让陈有定讨平。陈有定派陈宗海率兵，夜从宁真门入莆田城，早上，陈宗海令手下开西南二城门。乱兵见门开，害怕，不久看见城中整师而出，更加惶惑。陈宗海直前攻打，乱兵大败，死以千计。陈有定平贼，陈宗海之力居多。陈宗海至泉州，访得士人赵应嘉，赵应嘉劝他：“夷狄为中国患，应该共同驱逐，为什么被他们所用。”陈宗海同意，告诉父亲陈有定。陈宗海后来镇守将乐，明朝围攻延平，陈有定每天盼望儿子从将乐来救，陈宗海力不能援。延平城破，陈宗海单骑来归，一起被明军押送京师。父子遇害。

## 家族
父陈有定。